# Activo tóxico
Los activos tóxicos son fondos de inversión de muy baja calidad que se crean a partir de hipotecas a personas con solvencia económica baja (respaldados por una vivienda cuyo precio real difiere bastante del especulativo). El valor de estos fondos de inversión es prácticamente cero o negativo.

## Historia
El concepto aparece a mediados del 2008 en el cual aparecieron las llamadas hipotecas subprime o de alto riesgo, estas son concedidas a personas con poco poder adquisitivo. Como una consecuencia inmediata, ante la posibilidad del no pago y la imposibilidad de transformar en líquido los recursos, se contamina el mercado y se instaura la inseguridad del sistema añadiendo el adjetivo «tóxico».